# Nomada panurginoides
Nomada panurginoides är en biart som beskrevs av Saunders 1908. Nomada panurginoides ingår i släktet gökbin, och familjen långtungebin. Inga underarter finns listade i Catalogue of Life.